# Ліга Азадеган
Ліга Азадеган (перс. ليگ آزادگان) — друга за рівнем футбольна ліга Ірану після Про-Ліги. 

## Історія
У 1991 році був створений «Ліга Азадеган». Назва лізі була дана на честь звільнення іранських військовослужбовців, що потрапили в полон у ході ірано-іракської війни (слово Азадеган в перекладі з перської мови означає вільні). На той момент Ліга Азадеган була основною лігою країни до 2001 року. У 2001 році Федерація футболу Ірану вирішила створити професійну лігу і таким чином з 2001 року Ліга Азадеган став другою лігою чемпіонату Ірану.

## Формат
Найкращі три команди дивізіону виходять у Про-лігу. Команди, що посіли останні місця вилітають у третій дивізіон.

## Переможці

### В статусі Вищої ліги Ірану (1991—2001)
- 1991/1992 — ПАС (Тегеран)
- 1992/1993 — ПАС (Тегеран)
- 1993/1994 — Сайпа (Карадж)
- 1994/1995 — Сайпа (Карадж)
- 1995/1996 — Персеполіс (Тегеран)
- 1996/1997 — Персеполіс (Тегеран)
- 1997/1998 — Естеглаль (Тегеран)
- 1998/1999 — Персеполіс (Тегеран)
- 1999/2000 — Персеполіс (Тегеран)
- 2000/2001 — Естеглаль (Тегеран)

### Як другий дивізіон Ірану (з 2001)
- 2001/2002 — Естеглаль (Ахваз)
- 2002/2003 — Шамушак (Ноушехр)
- 2003/2004 — Саба (Ком)
- 2004/2005 — Тарбіят (Єзд)
- 2005/2006 — Мес (Кермен)
- 2006/2007 — Рахіян (Керманшах)
- 2007/2008 — Паях Вахдат (Мешхед)
- 2008/2009 — Тракторсазі (Тебріз)
- 2009/2010 — Нафт (Тегеран)
- 2010/2011 — «Дамаш»
- 2011/2012 — Пакан (Тегеран)
- 2012/2013 — Естеґлал Хузестан
- 2013/2014 — Падіде (Мешхед)
- 2014/2015 — «Фулад Б»
- 2015/2016 — «Пайкан»
- 2016/2017 — «Парс Йонубі Джем»